# 高樹聖良
高樹 聖良（たかぎ せいら、1988年5月6日 - ）は、日本のAV女優。
一部の作品では高木聖良名義で出演している。また、神楽坂アリス名義でストリップへ出演を行なっていた。

## 作品
2006年
- ワリのいいバイトをはじめた娘。1せいら（6月10日 プレステージ）
- 素人拘束調教restriction the body No2-高木聖良（7月20日 サウスポート）
- 私たちが育ててアゲル♪ M男監禁生活（7月20日 アキノリ）共演:聖瑛麻、ののか、中島あいり
- 平成の常識･調教でTRY! アナルペニバン･針責め 変態M男悶狂編（7月20日 絶体c-format）
- SADISTIC DEAD OR ALIVE4（サディスティックデッドオアアライブ4）（7月20日 絶体c-format）
- THE電気アンマスペシャル7（7月21日 GOLD Project）
- 堕ちる女3（8月3日 GOLD Project）
- 足裏を見せる女15（8月4日 GOLD Project）
- ブルマ女子校生W調教 最低M男リンチ・崩壊編（8月17日 THATZ）
- 快楽レズエステ 2（9月21日 アキノリ）共演:野々宮りん、聖瑛麻、沢田あきら、逢澤ゆうり
- 顔騎まにあ2（10月13日 GOLD Project）
- 平成の常識･調教でTRY!最終章 ド変態ダブルM男の調教ストーリー編（10月20日 絶体c-format）
- SADISTIC DEAD OR ARIVE5（サディスティックデッドオアアライブ5）（10月20日 絶体c-format）
- THE電気アンマスペシャル8（11月9日 GOLD Project）
- ギャル姉妹とデリバリー親子の変態調教（11月10日 AVS）共演:Rena
- 顔面サドル 8人の卑猥な顔面騎乗（11月10日 AVS）
- ワイセツ整体師の女子校生やりすぎ淫行マッサージ2（11月11日 ラハイナ東海）
- うんこ面接（11月17日 ASJ）他出演:逢澤ゆうり、白瀬あいみ
- ダイナマイト高校 パイパン アナル 中出し（11月25日 しのだプロジェクト）共演:聖瑛麻、逢澤ゆうり、Rena
- 若奥様の濡れ濡れクッキング教室オイシイ私を召し上がれ!!（11月25日 TMクリエイト）共演:竹田葉子、町田瑠美、萩原葵、瀬戸綾香、吉原みゆ
- ゴルフレッスンをうけてる女の子達の胸チラ パンチラ（12月9日 ラハイナ東海）

2007年
- 鳩尾制裁 究極の腹責め クライマックス DAMEGE 3（1月10日 AVS）
- 激臭ブーツ虐め（1月13日 ジャパン有限会社）共演:逢澤ゆうり、沢田あきら、桜井美麗
- OLの黒パンプスなぶり（1月13日 ジャパン有限会社）共演:逢澤ゆうり、沢田あきら、桜井美麗
- 足裏を見せる女19（1月17日 GOLD Project）
- ザ･ボディクロウ3（1月1日 9movie nice）
- りんかん合宿!島田香奈・高木聖良・酒井るり（1月19日 みるきぃぷりん♪）共演:島田香奈、酒井るり
- 餅つき胸チラ（1月20日 ラハイナ東海）
- フルチン自慰見せ鬼ごっこ（2月10日 ラハイナ東海）
- ストッキング・コレクション（2月14日 ジャパン有限会社）共演:逢澤ゆうり、沢田あきら、桜井美麗
- 109☆GIRLS 3（3月25日 kira☆kira）他出演:上原まりえ、吹田香織
- 欲求不満女のパンチングマシーンでストレス発散チラリズム（4月7日 ラハイナ東海）
- 2006年大晦日にイノシシ年の女の子をナンパして、2007年元旦の初日の出に向ってSEXしちゃいました。（4月13日 カルマ）
- 本当にあった生保レディーの訪悶犯売 2（4月25日 TMクリエイト）共演:楓(YOKO)、筒咲マナ、星沢マリ
- 絞め滾り漆黒に咲く喉頸の微熱（5月10日 天奇）
- 男のセンズリをキモがる女性たちが嫌がるのを無理矢理服まで脱がせてセンズリ見せつけちゃいました。（5月12日 ラハイナ東海）
- 巨乳ちゃんとバドミントン（5月12日 ラハイナ東海）
- パイパン娘に電マとアナルバイブで責めまくり!（5月13日 カルマ）
- 集団痴女お姉ギャル 2 しかも今回は巨乳スペシャル 完全版（7月27日 ケイ・エム・プロデュース）共演:@YOU、早坂めぐ、百瀬まひる、北原麗子
- 巨乳女子校生4（7月31日 メディアステーション）他出演:羽野理沙、鮎川まどか、浜崎りお、七瀬たまき
- 生中出し巨乳ギャル（9月21日 メディアステーション）他出演:稲森ジュリ、葉月志保、浜崎りお
- kira☆kira SPECIAL DANCINGGALS☆集団乱交（11月25日 kira☆kira）共演:紅音ほたる、我那覇レイ、長谷川ちひろ、瞳れん、佐伯奈々、早乙女みなき、中山りお
- ファン感謝祭 人気女優6人と必ずヤれる乱交パーティー（12月1日、V（ヴィ））共演:星野優奈、蒼月ひかり、瞳れん、観月若菜、牧野ゆうひ

2008年
- kira☆kira フェラチオ学園祭（11月19日 kira☆kira）他出演:友亜リノ、浜崎りお、月野りさ、仲村ろみひ、杏樹そら、神谷梨々、彩花ゆめ、榎本らん、早乙女みなき、中山りお、高梨風花、楓まお 他